# کنستانتین مانوس
کنستانتین مأنوس (انگلیسی: Constantine Manos؛ ۱۲ اکتبر ۱۹۳۴ – ۳ ژانویهٔ ۲۰۲۵) که با نام costa نیز شناخته می‌شد، یک عکاس اهل ایالات متحده آمریکا بود.